# Eptesicus pachyotis
Eptesicus pachyotis är en fladdermusart som först beskrevs av George Edward Dobson 1871. Eptesicus pachyotis ingår i släktet Eptesicus och familjen läderlappar. Internationella naturvårdsunionen kategoriserar arten globalt som livskraftig. Inga underarter finns listade i Catalogue of Life.
Denna fladdermus förekommer med flera från varandra skilda populationer i centrala och södra Asien. Arten hittas i Kina, i nordöstra Indien, i Bangladesh, i Myanmar och i angränsande områden av Laos och Thailand. Flera individer fångades i en fuktig tropisk skog. Annars är nästan inget känt och levnadssättet.
Arten blir 55 till 56 mm lång (huvud och bål), har en 40 till 41 mm lång svans och underarmarna är 38 till 40 mm långa. Djuret har 8 till 9 mm långa bakfötter och 13 till 14 mm långa öron. Ovansidan är täckt av mörkbrun päls och undersidans päls är lite ljusare. Huvudet kännetecknas av en kort nos och trekantiga tjocka öron. De inre framtänderna i överkäken är tydlig längre än de yttre framtänderna. Dessutom finns i överkäken bara en premolar mellan hörntanden och molarerna.